# Port of Spain
Port of Spain (ortografiat și Port-of-Spain, iar în limba franceză denumit Port-d'Espagne) este un oraș situat pe insula Trinidad, fiind capitala statului Trinidad-Tobago. Orașul se află la golful Paria, fiind principalul centru de activitate din Caraibe, prin exportul de produse agricole, bitum, bauxită (spre Guyane) și fier spre Venezuela.

## Istoria

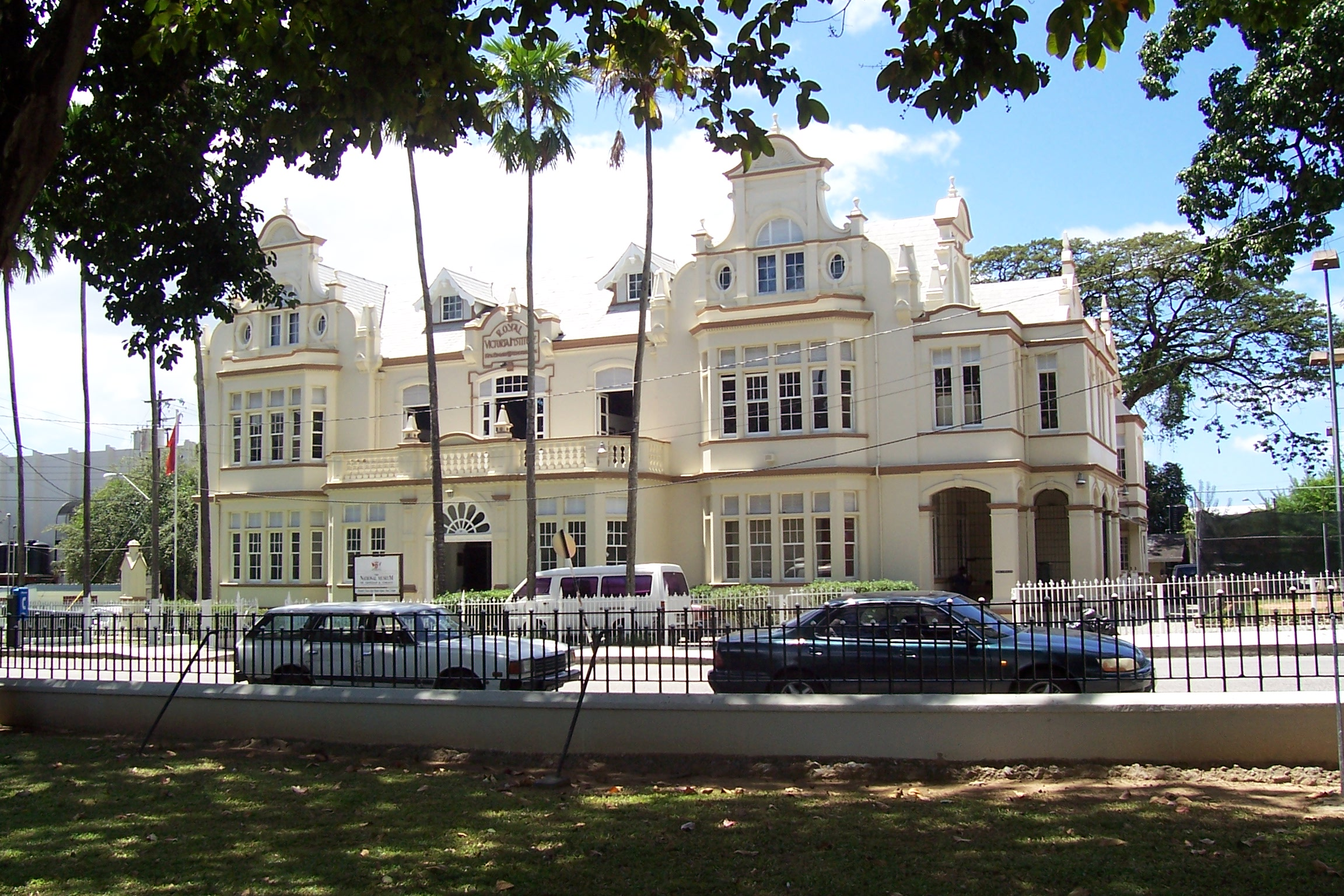
Muzeul Naţional de Artă

Din 1958 până în 1962, Port of Spain a fost capitala Federației Indiilor Occidentale.

## Geografie
Orașul Port of Spain este situat în nord-vestul insulei Trinidad, între golful Paria, dealurile din Nord și mlaștinile Caroni. Orașul a fost construit pe terenurile smulse mării și pe flancul coastei.

## Climat
Port of Spain are o climă tropicală, cu un anotimp ploios, din iunie până în decembrie și un anotimp uscat, din ianuarie până în mai.
| Date climatice pentru Port of Spain, Trinidad and Tobago | Date climatice pentru Port of Spain, Trinidad and Tobago | Date climatice pentru Port of Spain, Trinidad and Tobago | Date climatice pentru Port of Spain, Trinidad and Tobago | Date climatice pentru Port of Spain, Trinidad and Tobago | Date climatice pentru Port of Spain, Trinidad and Tobago | Date climatice pentru Port of Spain, Trinidad and Tobago | Date climatice pentru Port of Spain, Trinidad and Tobago | Date climatice pentru Port of Spain, Trinidad and Tobago | Date climatice pentru Port of Spain, Trinidad and Tobago | Date climatice pentru Port of Spain, Trinidad and Tobago | Date climatice pentru Port of Spain, Trinidad and Tobago | Date climatice pentru Port of Spain, Trinidad and Tobago | Date climatice pentru Port of Spain, Trinidad and Tobago |
| Luna                                                     | Ian                                                      | Feb                                                      | Mar                                                      | Apr                                                      | Mai                                                      | Iun                                                      | Iul                                                      | Aug                                                      | Sep                                                      | Oct                                                      | Nov                                                      | Dec                                                      | Anual                                                    |
| -------------------------------------------------------- | -------------------------------------------------------- | -------------------------------------------------------- | -------------------------------------------------------- | -------------------------------------------------------- | -------------------------------------------------------- | -------------------------------------------------------- | -------------------------------------------------------- | -------------------------------------------------------- | -------------------------------------------------------- | -------------------------------------------------------- | -------------------------------------------------------- | -------------------------------------------------------- | -------------------------------------------------------- |
| Maxima medie °C (°F)                                     | 28.0 (82,4)                                              | 28.9 (84)                                                | 30.3 (86,5)                                              | 31.0 (87,8)                                              | 33.1 (91,6)                                              | 31.5 (88,7)                                              | 31.3 (88,3)                                              | 31.7 (89,1)                                              | 32.2 (90)                                                | 32.2 (90)                                                | 31.5 (88,7)                                              | 31.1 (88)                                                | 31,07 (87,92)                                            |
| Minima medie °C (°F)                                     | 17.0 (62,6)                                              | 19.2 (66,6)                                              | 20.7 (69,3)                                              | 22.0 (71,6)                                              | 23.0 (73,4)                                              | 23.3 (73,9)                                              | 23.0 (73,4)                                              | 23.0 (73,4)                                              | 23.1 (73,6)                                              | 22.6 (72,7)                                              | 22.3 (72,1)                                              | 21.0 (69,8)                                              | 21,68 (71,03)                                            |
| Minima istorică °C (°F)                                  | 14.6 (58,3)                                              | 16.1 (61)                                                | 16.7 (62,1)                                              | 17.2 (63)                                                | 18.9 (66)                                                | 19.7 (67,5)                                              | 18.3 (64,9)                                              | 18.9 (66)                                                | 19.4 (66,9)                                              | 19.4 (66,9)                                              | 17.9 (64,2)                                              | 15.7 (60,3)                                              | 14,6 (58,3)                                              |
| Ploaie mm (inches)                                       | 42.9 (1.689)                                             | 39.8 (1.567)                                             | 16.9 (0.665)                                             | 27.7 (1.091)                                             | 67.5 (2.657)                                             | 155.6 (6.126)                                            | 193.6 (7.622)                                            | 244.0 (9.606)                                            | 190.5 (7.5)                                              | 143.3 (5.642)                                            | 210.5 (8.287)                                            | 75.7 (2.98)                                              | 1.408,0 (55,433)                                         |
| Umiditate [%]                                            | 81                                                       | 80                                                       | 77                                                       | 77                                                       | 79                                                       | 84                                                       | 84                                                       | 84                                                       | 84                                                       | 85                                                       | 86                                                       | 84                                                       | 82                                                       |
| Nr. mediu de zile ploioase (≥ 0.1 mm)                    | 11                                                       | 10                                                       | 6                                                        | 6                                                        | 11                                                       | 20                                                       | 21                                                       | 19                                                       | 16                                                       | 15                                                       | 18                                                       | 13                                                       | 166                                                      |
| Ore însorite                                             | 241.3                                                    | 231.3                                                    | 248.3                                                    | 237.5                                                    | 233.2                                                    | 183.7                                                    | 205.9                                                    | 212.5                                                    | 197.1                                                    | 207.4                                                    | 197.7                                                    | 214.5                                                    | 2.610,4                                                  |
| Sursa nr. 1: World Meteorological Organization           |                                                          |                                                          |                                                          |                                                          |                                                          |                                                          |                                                          |                                                          |                                                          |                                                          |                                                          |                                                          |                                                          |
| Sursa nr. 2: NOAA (sun, extremes and humidity)           |                                                          |                                                          |                                                          |                                                          |                                                          |                                                          |                                                          |                                                          |                                                          |                                                          |                                                          |                                                          |                                                          |

## Structura orașului

### Centrul orașului
- Downtown
- Newtown

### Cartierele de Vest
- Woodbrook
- Saint James
- Mucarapo

### Cartierele de Est
- East Dry River
- Laventille
- Belmont
- Gonzales
- John John
- Beetham Estate
- Morvant

### Nord-Vestul
- St-Clair
- Long Circular
- Federation Park
- Queens Park West

### Cartierele de Nord
- Lady Chancellor
- Saint Anns
- Flagstaff

## Administrația
Districte electorale
- St. James East
- St. James West
- Woodbrook
- Northern Port of Spain
- Belmont Est
- Belmont Nord & Ouest
- Southern Port of Spain
- East Dry River
- St. Ann's River South
- St. Ann's River Central
- St. Ann's River North
- Belmont South

## Economia
Orașul este principalul centru al activităților economice ale țării. În afară de aceasta, este un centru financiar important al Caraibelor. Republic Bank, Trinidad and Tobago Limited și RBTT, fosta bancă Royal Bank of Trinidad and Tobago. își au aici sediile.
Orașul are și un important trafic maritim de containere.

## Demografie
Populația orașului Port of Spain era de 54.100 de locuitori în 1901, 92.793 de locuitori în 1946 (ca urmare a anexării St-James în 1938), 93.954 de locuitori în 1960, 73.950 în 1970, 59.200 de locuitori în 1988 și 49.031 de locuitori în anul 2000.

## Cultură și timp liber

### Sporturi
Port of Spain are mai multe echipamente sportive de anvergură:

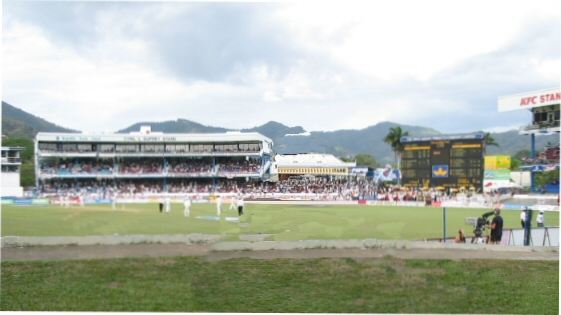
Queen's Park Oval

- Queen's Park Oval (cricket, ciclism);
- Stadionul Hasely Crawford  (fotbal, atletism);
- Complexul Jean Pierre (box);
- Cupa Mondială la Hockey în 2007.

### Sănătate
Serviciul public de sănătate este într-o stare mediocră. Sunt prezente la Port of Spain numeroase clinici private.

## Infrastructură

### Transporturi
- Un ferry-boat leagă Port of Spain de Scarborough de pe insula Tobago.
- Aeroportul Internațional Piarco, situat pe insula Trinidad, este la circa 25 km de centrul capitalei Port of Spain.

## Personalități marcante
- Janelle Commissiong, fotomodel, Miss Universe în 1977

## Înfrățiri
- Atlanta, SUA[5]
- Georgetown, Guyana
- Lagos, Guyana
- Morne-à-l’Eau, Guadelupa, Franța
- Richmond, California, SUA
- Saint Catharines, Canada